# Lebeda nobilis
Lebeda nobilis là một loài bướm đêm thuộc họ Lasiocampidae. Nó được tìm thấy ở Đài Loan, Trung Quốc, Ấn Độ, Nepal và Indonesia.
Ấu trùng ăn various plants, bao gồm Pteridium, Pinus và Rubus.

## Hình ảnh

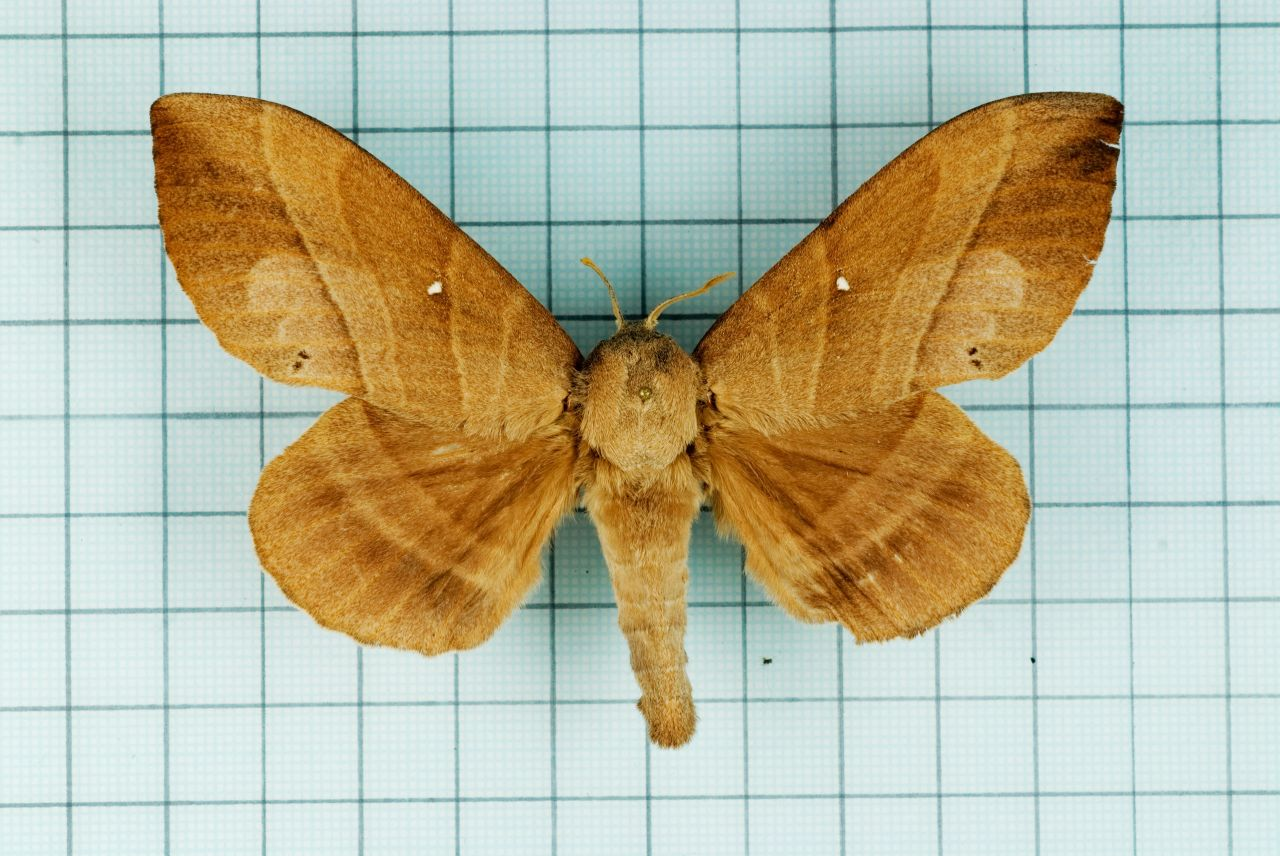